# Пормейстер, Вальве Августовна
Ва́льве А́вгустовна По́рмейстер (эст. Valve Pormeister; урождённая Вальве Ульм; 13 апреля 1922, Таллин, Эстония — 27 октября 2002) — советский и эстонский архитектор. Заслуженный архитектор Эстонской ССР (1967), лауреат Государственной премии СССР (1971), дважды лауреат премии Советской Эстонии (1965, 1967). В своём творчестве она опиралась в основном на скандинавский архитектурный модернизм, умело использовала ландшафт в проектировании и предпочитала природные материалы.

## Биография
Вальве Ульм родилась 13 апреля 1922 года в Таллине. Детство провела в деревне Пеэду (волость Албу, Ярвамаа), на хуторе Арапере. Отец был земледельцем с глубокими знаниями в сельском хозяйстве, мать — садовником. В начале 1930-х годов, во времена Великой депрессии, хозяйство разорилось и семья перебралась в Таллин. В 1936—1940 годах Вальве училась в Таллинской коммерческой гимназии для девочек, а в 1941 году окончила 5-ю среднюю школу.
Благодаря врождённой связи с землёй, в годы Второй мировой войны стала изучать агрономию в Тартуском университете. Не окончив обучение, вернулась в Таллин, и в 1947 году поступила в Государственный художественный институт Эстонской ССР. В 1952 году окончила институт по специальности «садово-парковое оформление» («ландшафтная архитектура»).
После окончания института вплоть до обретения Эстонией независимости работала в Государственном проектном институте «Эстгипросельстрой». Начало работы Пормейстер совпало с кампанией по созданию колхозов. В должности архитектора планировочного отдела она занялась планировкой сельских населённых пунктов. В конце 1950-х годов деятельность планировочного отдела была свёрнута, и Вальве Пормейстер занялась проектированием отдельных зданий. Помимо основной работы, Пормейстер была членом нескольких архитектурных и художественных комиссий и советов, участвовала в работе жюри архитектурных конкурсов, преподавала в художественном институте в 1968—1970 годах, оформляла садоводческие и цветочные выставки.
Жила в таллинском районе Лиллекюла. Умерла 27 октября 2002 года. Похоронена на таллинском кладбище Метсакалмисту.

## Творчество
Вальве Пормейстер считается представителем органической архитектуры. В проектировании она исходила в основном из уже имеющихся ландшафта, рельефа, водоёмов и озеленения и гармонично сочетала здания с окружающей средой. Хотя её стиль менялся на протяжении десятилетий работы, неровный рельеф оставался для неё основной в архитектуре и ландшафтном дизайне.
Вальве Пормейстер начинала как планировщик сельских населённых пунктов и ландшафтный архитектор. Начало её работы в архитектуре совпало с послесталинским периодом. Вдохновение она искала в Скандинавии, где архитектурный модернизм проявлялся более человечно, здания гармонировали с ландшафтом, а предпочтение отдавалось натуральным материалам, таким как кирпич, дерево и штукатурка. Первым построенным зданием, которое принесло Пормейстер известность, стал Цветочный павильон на Выставке достижений народного хозяйства в Таллине. Новаторскими были учёт рельефа и имеющихся деревьев, прозрачность строений благодаря витринным окнам и использование природных материалов. Одновременно Пормейстер разработала проект собственного дома, а в 1960-х и начале 1970-х годов, наряду с более крупными объектами, она спроектировала множество дач, садовых домиков и частных домов. Кафе «Тульяк» (1964) и административное здание птицеводческого совхоза «Куртна» (1966) положили начало карнизной архитектуре с финским влиянием.
Проекты 1960-х годов характеризуются модными для того времени приёмами: асимметричные объёмы зданий, пологая асимметричная крыша с разными скатами, сочетание различных материалов, патио и уличный камин. В 1960-х годах Пормейстер участвовала в архитектурных и планировочных конкурсах как самостоятельно, так и совместно с Хенно Сепманном.
В 1970-х годах архитектурный стиль Пормейстер стал более неофункционалистским. Объёмы зданий приобрели более скульптурные и выразительные формы. В конце 1970-х и в 1980-х годах творчество Пормейстер слилось с общей архитектурной картиной Эстонии, пройдя также через постмодернистское развитие. В последние годы жизни она cпроектировала несколько памятников.
Отсутствие у Вальве Пормейстер архитектурного образования стало определённым преимуществом, позволившим ей мыслить творчески и оригинально, избегая профессиональных клише, а её опыт ландшафтного архитектора дал ей особую чуткость в отношении размещения зданий в окружающей среде. Своим вдохновителем Пормейстер называла Рихарда Нёйтру, а также испытывала влияние Фрэнка Ллойда Райта и Алвара Аалто.

## Самые известные работы
- Цветочный павильон и кафе в Пирите (1958—1959)[5][10]
- Генеральный план Таллинского ботанического сада и застройка его первой очереди (1963), в том числе оранжереи для посетителей (1967)
- Кафе «Тульяк» с каминным садом в Таллине (1967)[4][6]
- Парк скульптур при Таллинском художественном музее в Кадриорге[7] (1966)
- Административное здание птицеводческой опытной станции Института ветеринарной медицины и животноводства Эстонии в деревне Куртна (1966)[6]
- Столовая в Куртна[5]
- Административно-жилое здание «Эстонземпроекта» в Пярну (1966)
- Санаторий «Сахалин» в Синегорске (1960-е)[7]
- Турбаза «Горный воздух» в горном районе Южно-Сахалинска (1960-е)[7]
- Главное здание Вийратсиского совхоза-техникума имени Ю. Гагарина в посёлке Вийратси (1968—1969)
- Выставочный павильон Эстонского НИИ земледелия и мелиорации (1968)
- Столовая совхоза «Аудру» в посёлке Аудру (1973)[4]
- Мемориальный ансамбль Маарьямяэ (1975; совместно с Алланом Мурдмаа и Хенно Сепманном) и план его озеленения[11]
- Учебное здание совхоза-техникума в Янеда[4][a] (1975)
- Выставочный павильон механизации сельского хозяйства в посёлке Саку (1969)[10]
- Административное здание в посёлке имени Гагарина Вильяндиского района (1972)[10]
- Лабораторный корпус Всесоюзной станции защиты растений в посёлке Саку[10]
- Здание сельскохозяйственного техникума в посёлке Янеда (1974)[10]
- Проект административно-лабораторного корпуса Московского оранжерейного комплекса «Цветы Подмосковья» в посёлке Горки-10 (1974)[10]
- Здания Эстонского НИИ животноводства и ветеринарии[4] в Мярья (1977) и главное здание в Тарту (1984)
- Проект озеленения центра микрорайона Пирита и Центра парусного спорта (1980)[5]
- Здания Эстонской сельскохозяйственной академии в Тяхтвере (1981), в том числе учебный корпус факультета лесного хозяйства и мелиорации (1984)
- Ландшафтная зона и мемориальная колокольня «Парка скорби по жертвам зла» в Пуртсе[13] (1992—1997)

## Архитектурные конкурсы
- Реконструкция павильона Эстонской ССР на Выставке достижений народного хозяйства в Москве[7] (1959) — III премия
- Планировка района Варику в Тарту (совместно с Хенно Сепманном, 1963) — II премия
- Мемориальный ансамбль Маарьямяэ в Таллине (совместно с Хенно Сепманном, 1966) — III премия и поощрительная премия
- Мемориальный ансамбль Маарьямяэ в Таллине, II тур (член авторского коллектива, 1967) — I премия
- Планировка и застройка посёлка Пяри (совместно с Хенно Сепманном, 1967) — I премия
- Планировка и застройка колхоза «Кулдре» в Выруском районе (1969) — II и III премии

## Награды
- 1965 — Премия Советской Эстонии[3], за проектирование и строительство Певческого поля и его эстрады (Таллин) и Цветочного павильона[10] (А. Котли, Х. Кукк, И. Кузёмин, Х. Лаул, Х. Орувеэ, Э. Паальманн, Х. Сепманн, В. Пормейстер, Ф. Рууд, А. Шипулин)
- 1967 — Премия Советской Эстонии[3], за административное здание птицеводческого совхоза «Куртна»[10] и благоустройство посёлка
- 1967 — Заслуженный архитектор Эстонской ССР[7][3]
- 1971 — Государственная премия СССР[3], за планировку и застройку посёлков Саку, Винни и Куртна (авторский коллектив)[10]
- 1971 — Большая серебряная и малая золотая медали ВДНХ СССР в Москве — за оформление цветочных выставок и участие в проектах озеленения
- 2000 — Премия Эстонской Республики в области культуры, за дело всей жизни
- 2001 — Орден Белой звезды V класса[14]

## Персональные выставки
- В Цветочном павильоне в 1972 году к 50-летию Вальве Пормейстер.
- «Вальве Пормейстер. Модернизатор эстонской сельской местности» — выставка с 8 марта по 17 апреля 2005 года в Эстонском музее архитектуры[2].

## Личная жизнь
Вальве Пормейстер была кратковременно замужем за дизайнером интерьеров Вальтером Пормейстером. Её многолетним спутником жизни был архитектор Хенно Сепманн. Старшая сестра — художник по текстилю Эльги Реэметс.

## Фотографии
- Пормейстер, Вальве — Заслуженный архитектор Эстонской ССР База данных фотоархива Национального архива Эстонии. Фото: Олав Туулик, 1967.
- Архитектор «Эстонземпроекта» Вальве Пормейстер База данных фотоархива Национального архива Эстонии. Фото: Гуннар Лосс, 1971.
- Архитектор Вальве Пормейстер База данных фотоархива Национального архива Эстонии. Фото: Виктор Сальмре, 1966—1969.

### Комментарии
1. ↑  Эстонские топонимы, оканчивающиеся на -а, в русском языке не склоняются[12], а род получают по родовому слову, например, деревне присваивается женский род, хотя в эстонском языке нет категории рода.